# Conan the Barbarian (film)
Conan the Barbarian er en amerikansk fantasyfilm fra 1982 instrueret af John Milius. Filmen er skrevet af Oliver Stone og John Milius. Den er baseret på historier fra 1930'erne af Robert E. Howard som skabte figuren Conan the Barbarian.
Conan the Barbarian har Arnold Schwarzenegger og James Earl Jones i hovedrollerne, og fortæller historien om en ung barbar (Schwarzenegger) som søger hævn for drabet på sine forældre over Thulsa Doom (Jones), som er leder af en slangekult.
Filmen anses som Arnold Schwarzeneggers gennembrudsrolle.

## Eksterne Henvisninger
- Conan the Barbarian på Internet Movie Database (engelsk)
- Conan the Barbarian på Filmdatabasen
- Conan the Barbarian på Scope
- Conan the Barbarian i Svensk Filmdatabas (svensk)
- Conan the Barbarian på AlloCiné (fransk)
- Conan the Barbarian på MovieMeter (nederlandsk)
- Conan the Barbarian på AllMovie (engelsk)
- Conan the Barbarian hos American Film Institute (engelsk)
- Conan the Barbarians profil hos Encyclopædia Britannica Online (engelsk)
- Conan the Barbarian på Turner Classic Movies (engelsk)

1. ↑  Navnet er anført på svensk og stammer fra Wikidata hvor navnet endnu ikke findes på dansk.